# Francisque
De francisque is een motief, bestaande uit twee samengebonden bijlen en enigszins gelijkenis vertonend met de fascistische Italiaanse fasces.
Het symbool werd in de Tweede Wereldoorlog gebruikt door de Vichy-regering. Het komt voor op onderscheidingen zoals de Ordre national du Travail, een door De Gaulle in 1944 verboden variant op het Croix de Guerre, en op de standaard van President Pétain.
De collaborerende maarschalk had ook een Orde van de Francisque gesticht.

## Voetnoten
1. ↑  Afbeelding